# Isoko (região da Nigéria)
Isoko é uma região do estado Delta no sul da Nigéria e é habitada por um grupo étnico do mesmo nome, os isocos. A região é dividida em duas  Áreas de governo local na Nigéria, Isoco Setentrional (sediada em Ozoro) e Isoco Meridional (sediada em Oleh).

## Demografia
Não há um censo populacional definitivo na região de Isoko e, de fato, na maior parte da Nigéria. Os vários números do censo nigeriano têm sido controversos e são considerados não suportados.